# Viggo Johansen
Viggo Johansen (Copenaghen, 3 gennaio 1851 – Copenaghen, 18 dicembre 1935) è stato un pittore danese, formatosi all'Accademia reale danese di belle arti e membro attivo del cosiddetto gruppo pittori di Skagen che si incontrava ogni estate nel nord dello Jutland; fu uno più importanti dei pittori della Danimarca di fine '800.

Viggo Johansen ritratto da Michael Ancher, 1875

Nel 1886 Johansen ricevette la Medaglia Thorvaldsen per il dipinto Evening Talk. Nel 1889, insieme a molti artisti di Skagen, ricevette vari premi all'Exposition Universelle di Parigi; vinse una medaglia d'oro per il dipinto vaske Børnene.